# 아시아사자
아시아사자(Panthera leo persica)는 사자의 아종이다. 인도사자라고도 한다. 캅카스에서 예멘, 마케도니아 왕국에서 이란, 이라크, 터키, 인도를 거쳐 파키스탄, 방글라데시의 일부까지 분포했으나, 현재는 인도 서부 구자라트 주의 기르 숲 국립공원에 불과 350 마리(2005년 8월 기준)만이 야생으로 살고 있다. 그러나 이들의 개체수의 안정적인 증가와 유전적 다양성을 유지하기 위해 마디아 프라데시 주에 있는 쿠노 야생동물 보호구역에 재도입하는 계획이 구상중이라 한다.
이들은 아프리카사자에 비해서 아메리카사자와 동굴사자와 유전적으로 가깝다고 한다.

## 크기
아프리카의 사자들보다 작다. 수컷은 몸 190cm, 꼬리 90cm, 무게 190kg이고 암컷은 몸 165cm, 꼬리 88cm, 무게 120kg이다.

## 생태
이들은 수천년전만 하더라도 이베리아 반도, 남부프랑스, 이탈리아, 그리스, 마케도니아 지방 등의 온화한 지중해 지역에 서식했다. 발칸반도의 일부와 그리스, 터키, 카프카스, 이스라엘과 팔레스타인, 레바논과 시리아, 아라비아 반도의 일부, 이란, 아프가니스탄의 일부, 파키스탄의 남부(주로 발루치스탄), 인도 북부의 대부분 지역에 살았었으나, 발칸반도의 일부와 그리스에서는 AD 100년 경에 사라졌으며 팔레스타인 지역에서는 십자군 전쟁 때 사라졌다.
터키에서는 1870년대 후반에 멸종된것으로 보이며, 이라크에서도 멸종되었다. 이란(특히 자그로스산맥과 아라비스탄)에서는 좀 더 오래 생존한 것으로 보인다. 그러나 이란에서는 언제 사라졌는지는 정확히 알 수 없다고한다. 파키스탄에서도 사라졌고 인도의 북동부 지역에서도 사라져 갔다. 그리고 우타르프라데시와 마디아프라데시주에서도 사라져 갔으며 펀자브, 라자스탄에서도 사라져 가고 구자라트의 대부분 지역(기르 숲을 제외한)에서 사라졌다.
이러한 원인은 서식지 감소, 인간의 스포츠사냥(재미를 위해 하는 사냥)으로 멸종된 것으로 보인다. 이들은 기르에서 개체수가 350여 마리정도 되며 멸종위기에 처해 있다. 이들의 새로운 서식지에 재도입하는 방안도 논의되고 있다.

인도에는 벵골호랑이도 분포하고 있지만 사자는 나무가 듬성듬성 서 있는 장소, 호랑이는 덤불이 무성한 장소에 있기 때문에 서로 만나는 경우는 없다.
주로 멧돼지, 액시스사슴, 삼바사슴, 물소, 가우르, 인도영양, 네뿔영양, 인도가젤, 닐가이, 원숭이 등을 잡아먹는다.

## 사진

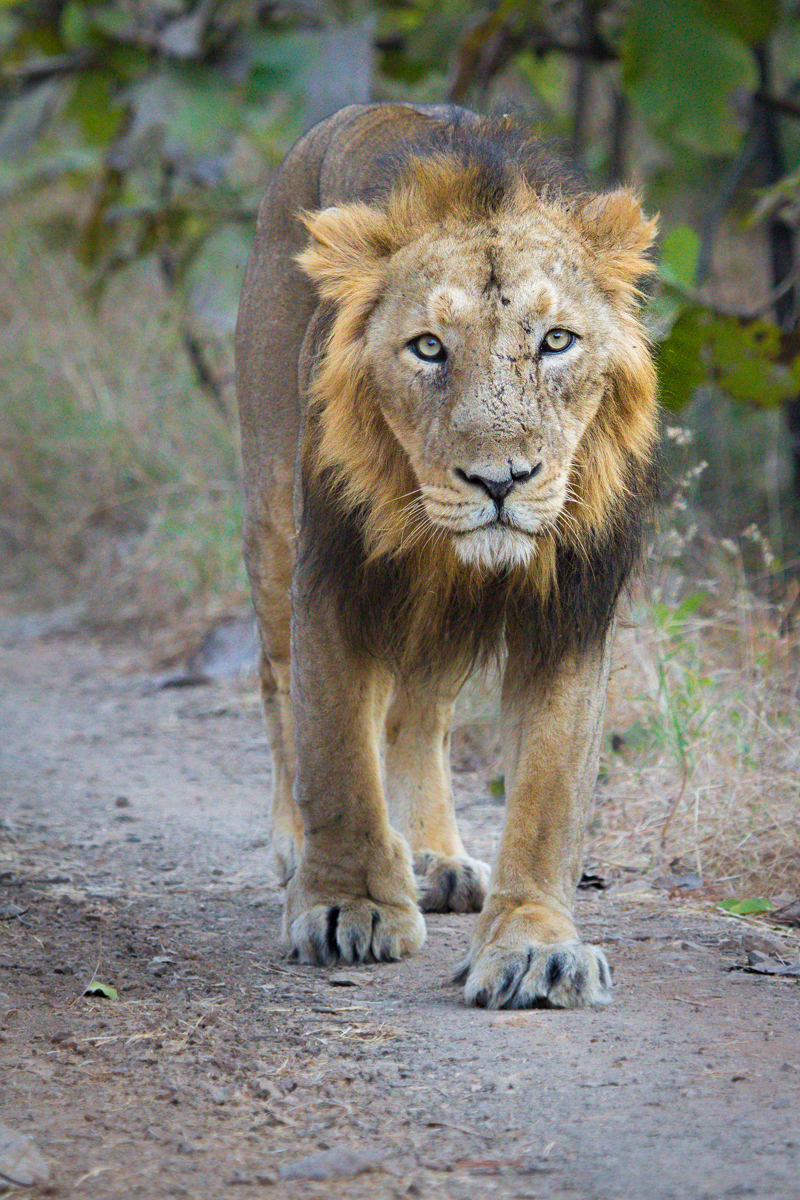
아시아사자 수컷
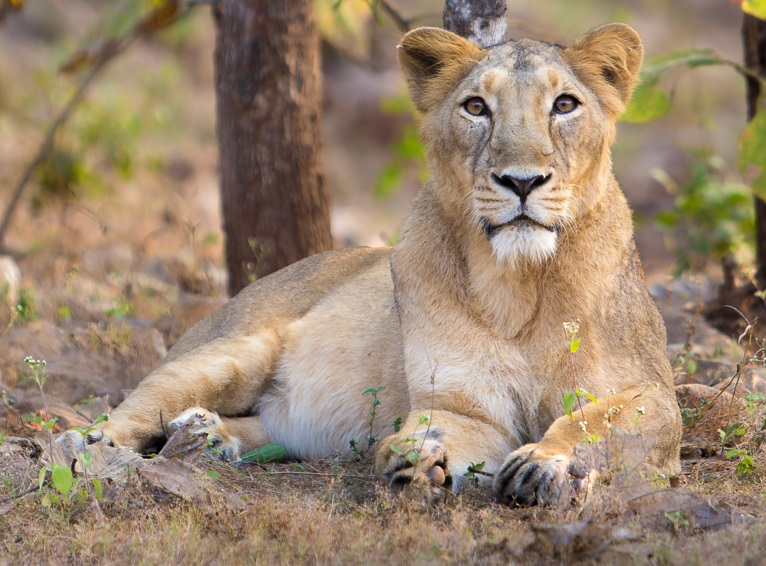
아시아사자 암컷

## 생존을 위협하는 요소
현재 아시아사자가 마지막으로 생존하는 것은 기르 보호구역 및 국립공원에서만 살아남았다. 하지만 렌즈콩 같은 콩과 작물과 망고와 같은 작물을 재배하기 위해 이들의 서식지가 파괴되면서 이들의 생존을 위협하게 될 것이다. 비록 재미를 스포츠 사냥은 인도에서는 자행되지 않는다고 하지만 서식지 파괴 위험은 무시할 수 없는 요소이며 한정된 유전자풀로 인한 재앙의 위험도 내포하고 있다. 간혹 아시아사자와 같은 곳에 사는 대형 고양잇과 맹수인 인도호랑이에게 밀려 절멸했다는 이야기도 있지만 터무니없는 소리다. 인도호랑이와 아시아사자의 힘은 비슷하지만, 만약 만난다면 서로 피할 것이다. 이들은 불과 12마리로 줄어들었다가 350마리로 늘어났기 때문이다. 최근에는 밀렵조직으로 인한 밀렵으로 인해 밀렵이라는 위험이 또 늘어났다.

## 재도입
아시아사자를 재도입하려는 노력은 과거에도 있었다. 우타르프라데시에서 사자를 재도입했었는데 이것은 실패로 끝났다. 그것은 지역 주민들의 이기심으로 인해 사자들이 독살당했기 때문이다.
하지만 지금은 서식지가 기르밖에 남지 않았기 때문에 제 2의 서식처를 마련해주어야 한다. 현재 기르와 기후조건이 비슷한 마디아프라데시의 쿠노 야생동물 보호구역이 그 장소이다. 이 프로젝트를 쿠노 프로젝트라고 한다. 아직 계획 구상중에 있으며 지금 필요한 것은 현지 주민에 대한 교육과 사자들의 안전이다. 쿠노 야생동물 보호구역은 사자의 먹이가 될만한 액시스사슴(치탈), 물사슴(삼바사슴), 닐가이영양, 인도영양, 네뿔영양, 인도가젤 그리고 멧돼지의 서식지이기도 하다.
그러나 구자라트주 정부는 이에 반대하고 있다. 아시아사자의 유일하게 남은 서식지라는 이름을 잃기 싫어서라는 것이 주된 이유다. 그렇다해도 이미 아시아사자는 이미 기르에서는 포화 상태이다. 라비 첼람(Ravi Chellam)이라는 사람은 동물원이나 포획사육 프로그램에 보내야 하지만 그럴수 조차 없으면 사살해야 한다고 주장한다. 독립한 어린 사자들(특히 수컷)에게 영토를 마련할 자리 또한 필요하다.
인가에 나타나서 보호구역 밖의 가축(말다리의 가축이 아닌)을 해칠 수도 있고 기차에 치이거나 자동차 사고, 독살, 감전사로 인한 아시아사자의 사망은 분명 악순환이다. 이러한 상황을 줄이기 위해서라도 재도입은 필요한 과제라고 한다.

## 유럽과 서남아시아의 아시아사자
유럽에서는 헤라클레스가 잡은 네메아의 사자에 관한 내용에서 볼 수 있듯이 유럽에서 사자가 살았다는 증거가 될 수 있다.
헤로도투스가 기록한 것에 의하면 기원전 480년경에 크세르크세스가 대군을 이끌고 그리스로 진군했을 때 보급부대의 낙타만 공격하여 잡아먹었다고 한다. 그 당시에 크세르크세스가 사자로 골머리를 썩혔던 네스토스 강과 아켈로스 강 사이의 지역에서 사자가 들끓었다고 헤로도투스는 기록하였다.
기원전 7세기의 아시리아의 왕인 아슈르바니팔 왕은 이렇게 기록하였다.
"...나는 나의 즐거움을 위해 아슈르 신과 전쟁의 여신인 이슈타르 여신의 도움을 받아 야생사자를 창으로 꿰뚫었노라."라고 기록하였다. 아슈르나시르팔 2세는 자신이 사자 15마리를 죽였다고 기록하고 있으며 그 보다 전에 티글라트-필레세르 3세는 맨발로 걸으면서 사자 120마리를 죽였고 전차를 타고 800마리를 죽였다고 하는데 과연 그가 사자를 900마리 넘게 죽인 게 사실인지 확인할 길은 없다. 그렇지만 이것은 한때 메소포타미아에서도 사자를 볼 수 있다는 증거가 될 수 있다.
페르세폴리스의 사자형상의 타일이 있다고 한다. 이란지역에서도 사자를 볼 수 있었다는 증거다.

## 같이 보기
- 사자